# Slime (gruppo musicale)
Gli Slime erano un gruppo hardcore punk tedesco, fondato nel 1978 e scioltosi nel 1994.

## Storia
Il gruppo pre-Slime si chiamava Screamer, e il gruppo post-Slime non è - contrariamente a quello che dicono alcune voci - Emils (Slime al contrario), ma Rubberslime, con il membro Elf.
Il gruppo è stato fondato da Michael "Elf" Mayer (chitarra), Eddi Räther (basso) e Peter "Ball" Wodok (batteria). Alcuni mesi dopo si è aggiunto Dirk Jora come cantante. Christian Mevs si è unito al gruppo nel 1980 come secondo chitarrista, e Ball è andato via nel 1981 ed è stato sostituito da Stephan Mahler.
Gli Slime erano molto influenti nella cultura punk tedesca, e il loro primo album Slime I fu il primo album punk tedesco bandito. Sono spesso considerati come il prototipico gruppo punk tedesco (deutschpunk).
Gli Slime produssero tre album studio nei primi anni. I test parlavano di antimilitarismo ("We don't need the Army" o "Deutschland muss sterben (...damit wir leben können)" ("La Germania deve morire (...così noi possiamo vivere)"), temi antigovernativi ("They don't give a Fuck"), giustizia ("Gerechtigkeit", giustizia), polizia ("Bullenschweine", sbirri maiali, "Polizei SA/SS", polizia SA/SS, che paragona la polizia alle SA e alle SS, e "A.C.A.B. (All Cops Are Bastards)", tutti i poliziotti sono bastardi), politici ("Sand im Getriebe", letteralmente sabbia nel cambio meglio traducibile come "sabbia negli ingranaggi"), antimperialismo ("Yankees raus", Yankee via) e, negli anni successivi l'ascesa dei movimenti neonazisti, di antinazismo.
La canzone "Der Tod ist ein Meister aus Deutschland" (la morte è un maestro dalla Germania) fu ispirata dal poema Todesfuge (fuga di morte) di Paul Celan, prigioniero in diversi campi di concentramento durante il Terzo Reich.

## Formazione

### Attuali
- Dirk Jora - voce (1980-)
- Michael Mayer - chitarra (1980-)
- Christian Mevs - chitarra (1980-)
- Eddi Räther - basso (1980-)
- Stephan Mahler - batteria (1981-)

### Ex componenti
- Peter "Ball" Wodok - batteria (1980-1981)

## Discografia

### Album studio
- 1981 - Slime I
- 1982 - Yankees Raus
- 1983 - Alle gegen Alle
- 1990 - Die Letzten
- 1992 - Viva la Muerte
- 1984 - Schweineherbst

### Album live
- 1984 - Slime Live
- 1995 - Punkclub Live Grosse Freiheit in Hamburg

### Raccolte
- 1987 - Compilation 81-87

### Singoli
- 1980 - Bullenschweine (poliziotti maiali)
- 1993 - Der Tod ist ein Meister aus Deutschland (1993) (La morte è un maestro dalla Germania)
- 1993 - Schweineherbst (1993) (l'autunno del maiale)
- 1994 - 10 kleine Nazischweine (con gli Heiter bis Wolkig) (10 piccoli porci nazisti)

## Videografia

### DVD
- 2004 - Wenn der Himmel brennt (Quando il cielo brucia)

### VHS
- 1990 - Live in Berlin 90
- 1994 - Schweineherbst